# Ericandersonia sagamia
Ericandersonia sagamia és una espècie de peix de la família dels zoàrcids i de l'ordre dels perciformes.

## Morfologia
- Els mascles poden assolir 21,2 cm de longitud total i les femelles 21,42.
- Nombre de vèrtebres: 117-118.[3]

## Hàbitat
És un peix marí i d'aigües profundes que viu entre 880-930 m de fondària.

## Distribució geogràfica
Es troba a la Badia de Sagami (el Japó).

## Observacions
És inofensiu per als humans.